# 유대인 박물관 (뉴욕)

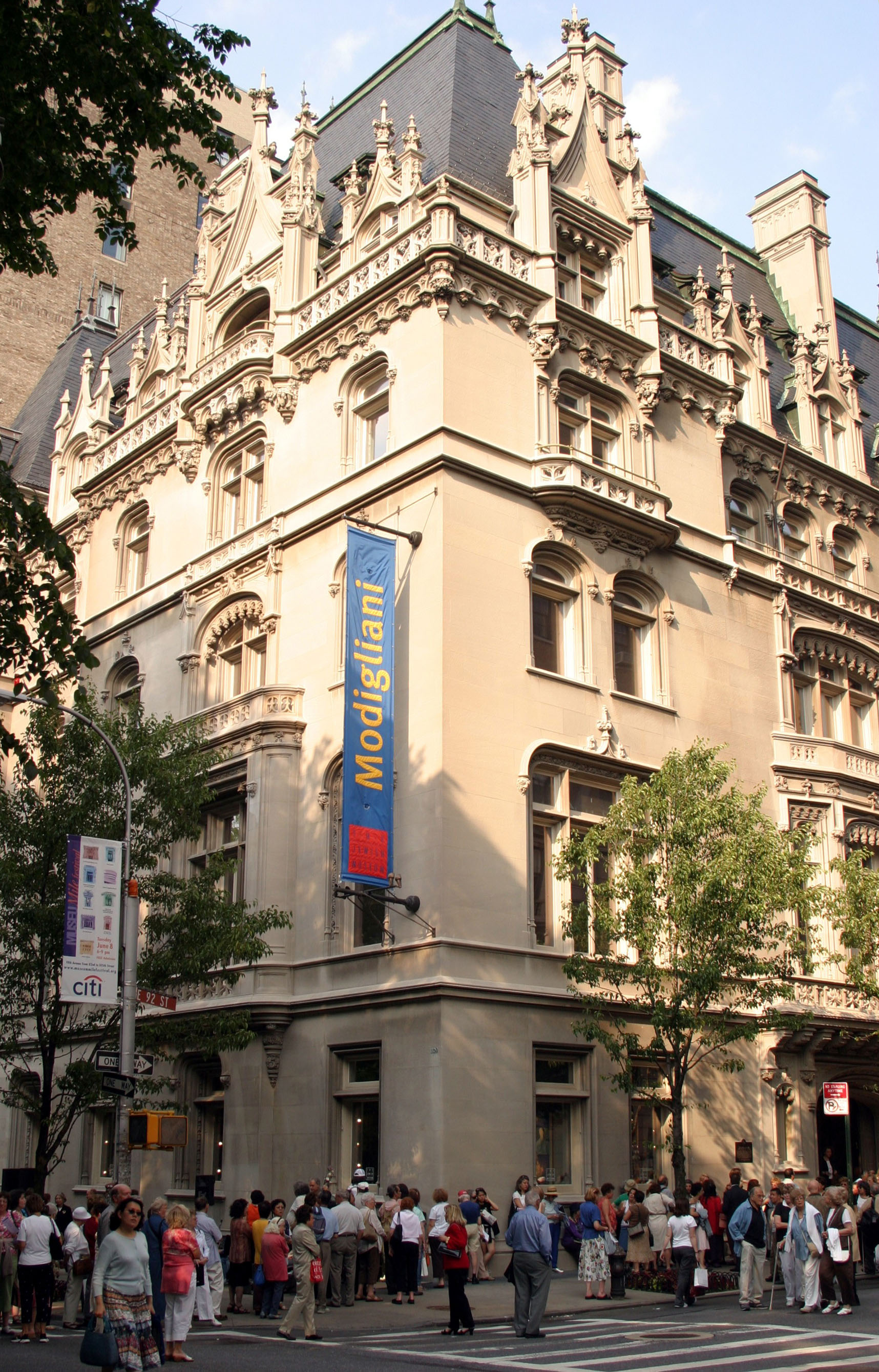
유대인 박물관

유대인 박물관(The Jewish Museum of New York)은 뉴욕 맨해튼에 위치한 유대인 박물관이다. 미국 최대의 유대인 박물관으로, 유대교의 역사, 문화 등 약 26,000여 점의 소장품이 전시되어 있다. 원래 이 건물은 유대인 금융가 펠릭스 M. 와버그의 저택이였던 펠릭스 M. 와버그 하우스로 사용되던 곳이다.